# Конвенция ООН об использовании электронных сообщений в международных договорах
Конвенция ООН об использовании электронных сообщений в международных договорах направлена на повышение использования электросвязи в международной торговле. Была подготовлена ЮНСИТРАЛ, принята Генассамблеей ООН 23 ноября 2005 и вступила в силу 1 марта 2013, первый день месяца, наставшего через 6 месяцев после ратификации первыми 3 странами: Доминиканской республикой, Гондурасом и Сингапуром. Целями конвенции являются:
- Снятие торговых ограничений: Деятельность, направленная на устранение препонов, которые могут возникать в результате применения положений существующих международных торговых соглашений.
- Гармонизация правового поля электронной торговли: Приведение к единообразию законодательства, регулирующего электронную торговлю, путём интеграции типовых норм ЮНСИТРАЛ в национальные правовые системы.
- Поддержка разработки национального законодательства: Обеспечение стран, ещё не принявших специализированное законодательство по электронной торговле, доступом к хорошо проработанным примерам нормативных актов для облегчения процесса имплементации.

## Подписанты и ратификанты
Конвенцию ратифицировали:
- Азербайджан
- Бахрейн
- Белиз
- Бенин
- Гондурас
- Камерун
- Кирибати
- Республика Конго
- Доминиканская Республика
- Фиджи
- Черногория
- Монголия
- Парагвай
- Филиппины
- Россия
- Сингапур
- Тувалу
- Шри-Ланка

Конвенцию подписали, но не ратифицировали:
- ЦАР
- Китай
- Колумбия
- Иран
- Ливан
- Мадагаскар
- Панама
- Республика Корея
- Саудовская Аравия
- Сенегал
- Сьерра-Леоне